# Лоренс Тауншип (округ Камберленд, Нью-Джерсі)
Лоренс Тауншип (англ. Lawrence Township) — селище (англ. township) в США, в окрузі Камберленд штату Нью-Джерсі. Населення — 3087 осіб (2020).

## Демографія
Згідно з переписом 2010 року, у селищі мешкало 3290 осіб у 1102 домогосподарствах у складі 850 родин. Було 1221 помешкання
Расовий склад населення:
| - 81,0 % — білих - 9,2 % — чорних або афроамериканців - 1,2 % — корінних американців - 0,4 % — азіатів - 5,0 % — осіб інших рас |

До двох чи більше рас належало 3,1 %. Частка іспаномовних становила 11,4 % від усіх жителів.
За віковим діапазоном населення розподілялося таким чином: 26,2 % — особи молодші 18 років, 62,9 % — особи у віці 18—64 років, 10,9 % — особи у віці 65 років та старші. Медіана віку мешканця становила 37,8 року. На 100 осіб жіночої статі у селищі припадало 99,5 чоловіків;  на 100 жінок у віці від 18 років та старших — 100,1 чоловіків також старших 18 років.
Середній дохід на одне домашнє господарство  становив 77 076 доларів США (медіана — 65 917), а середній дохід на одну сім'ю — 80 583 долари (медіана — 62 240). Медіана доходів становила 57 059 доларів для чоловіків та 43 571 долар для жінок. За межею бідності перебувало 16,4 % осіб, у тому числі 24,8 % дітей у віці до 18 років та 8,0 % осіб у віці 65 років та старших.
Цивільне працевлаштоване населення становило 1475 осіб. Основні галузі зайнятості: освіта, охорона здоров'я та соціальна допомога — 18,7 %, роздрібна торгівля — 13,0 %, публічна адміністрація — 10,4 %, виробництво — 10,4 %.